# Heinrich Alperin
Heinrich Abraham Haim Alperin (n. 16 octombrie 1877, Craiova, România – d. 3 martie 1958, București, România) a fost un rabin român, unul din conducătorii spirituali ai comunității evreiești din București. 

## Biografie
Heinrich Alperin s-a născut în 1877 la Craiova în familia lui Zalman Alperin si a lui Eva (Hava), născută Herșcovici. A studiat la liceul Carol I din Craiova, apoi la Seminarul rabinic din Viena, pe care l-a terminat cu magna cum laude. În paralel, a studiat literele și filozofia la Universitatea din Viena. Lucrarea sa de doctorat în filozofie în 1907 s-a intitulat "Das Willensprimat bei Malebranche und Spinoza in ihrer Psychologie des Willens" (Primatul voinței în psihologia voinței a lui Malebranche și Spinoza). Din 1907 rabinul dr.Alperin a predat literatura în cadrul unui seminar la Universitatea din București și la un liceu. Un timp a fost director al școlii elementare evreiesti „Roman Ronetti”  si profesor de limba si literatura română la gimnaziul evreiesc „Cultura” din capitala României.
Din anul 1908 vreme de multi ani a fost rabin si predicator (Darșan) la Sinagoga Mare din București, până când a demisionat, în urma unui conflict cu comitetul director al sinagogii și s-a transferat la Templul Unirea Sfântă din București (Ahdut Hakodesh). La Sinagoga Mare i-a succedat rabinul dr.Meyer Abraham Halevy. Când acesta a fost angajat la Templul Coral din București, Alperin a revenit la Sinagoga Mare, unde a slujit până la sfârșitul vieții.
În vremea regimului militar-fascist al lui Ion Antonescu la 1 aprilie 1943 rabinul Alperin, care domicilia pe strada Spătarului 3 la București, s-a numărat le lista personalităților evreiești amenințate cu execuția în caz că cei de „rasa” lor va dăuna statului român.

După război, la 29 martie 1947 s-a înființat la București Asociația rabinilor și a deservenților de cult mozaic, avand ca vicepreședinte pe rabinul Alperin. Organizația nu a supravietuit multa vreme din cauza înscăunarii regimului comunist în România.

### Viața privată
Rabinul Alperin a fost casatorit cu Ernestina și a avut trei copii - o fiică și doi fii, dintre care unul, Siegfried Alperin, a fost prim violonist al Operei din Tel Aviv. Fiul acestuia din urmă, Yoram Alperin este violoncelist si a fost membru în Orchestra Filarmonica din Tel Aviv. 